# Alwin-Broder Albrecht
Alwin-Broder Albrecht (Sankt Peter-Ording, 19 settembre 1903 – Berlino, 1º maggio 1945) è stato un militare tedesco che servì come aiutante di Adolf Hitler durante la seconda guerra mondiale.

## Biografia
Alwin-Broder Albrecht nacque nel 1901 a Sankt Peter-Ording nella provincia di Schleswig-Holstein. Nel 1922 si arruolò nella Reichsmarine. Il 1º giugno 1934 fu promosso Kapitänleutnant. Poi il 1º novembre 1937 fu promosso al grado di  Korvettenkapitän. Quando l'ufficiale di collegamento presso la marina di Hitler, Karl-Jesko von Puttkamer fu trasferito al servizio attivo il 19 giugno 1939, Albrecht ne prese il posto.
Il 30 giugno 1939, il Comandante della Marina, il Grossadmiral Erich Raeder mise Albrecht di fronte ad un bivio: essere trasferito a Tokyo come addetto militare oppure essere cacciato dalla marina per aver sposato una donna "con un passato" nei primi mesi del 1939. Hitler fu contrario a tale decisione, difatti ebbe una discussione con Raeder sul fatto. Il 1 luglio 1939, Hitler nominò Albrecht NSKK-Oberführer e lo prese come uno dei suoi aiutanti. Hitler decise di incontrare la moglie di Albrecht e gli piaque. Sotto il Reichsleiter Philipp Bouhler, Albrecht rimase nello staff di Hitler e lavorò nella Cancelleria del Reich a Berlino.
Nel 1945, Albrecht trascorse molto tempo nel Führerbunker servendo sempre come aiutante di Hitler. Durante la battaglia di Berlino, egli fu visto come l'ultimo a difendere la Cancelleria del Reich con una mitragliatrice. Si ritiene si sia ucciso il 1º maggio 1945, all'età di 41 anni. Il suo corpo non fu mai ritrovato.